# Mato Grosso EC
Mato Grosso EC is een Braziliaanse voetbalclub uit Cuiabá in de staat Mato Grosso.

## Geschiedenis
De club werd in 1948 opgericht als Palmeiras EC met groen-witte clubkleuren. In 2012 werden de naam en de clubkleuren gewijzigd. 